# Sceptre et Main de la Justice

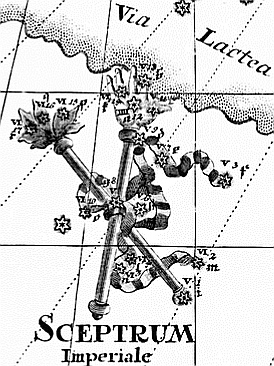
Dessin de Augustin Royer montrant sa nouvelle constellation.

Le Sceptre et Main de la Justice (en latin : Sceptrum et Manus Iustitiae) était une constellation créée par Augustin Royer en 1679 pour honorer le roi Louis XIV. Elle était formée des étoiles qui constituent de nos jours la constellation du Lézard et l'ouest d'Andromède.
À cause de son nom incommode, la constellation fut modifiée et son nom changé deux ou trois fois, par exemple certaines anciennes cartes stellaires indiquent Sceptrum Imperiale, Stellio et Scettro, tandis que la carte stellaire de Johannes Hevelius partage la zone entre le Lézard (moderne) comme une chaîne enchaînant Andromède. La relation avec la constellation plus récente appelée Gloire de Frédéric qui occupait l'extrémité d'Andromède est obscure, sauf que toutes deux représentent une flèche royale attribuée à plusieurs souverains.